# Mont-Blanc
Mont-Blanc, till 2022 Saint-Faustin–Lac-Carré, är en kommun i den kanadensiska provinsen Québec. Den ligger i regionen Laurentides, i den sydöstra delen av landet, 120 km nordost om huvudstaden Ottawa. Kommunen bildades 1996 genom sammanslagning av kommunen Saint-Faustin och bykommunen Lac-Carré.